# Mike Krzyzewski
Michael William « Mike » Krzyzewski (prononcé cha-CHEF-ski), né le 13 février 1947 à Chicago, souvent surnommé Coach K est un entraîneur américain de basket-ball. Il est l'entraîneur mythique de l'équipe masculine des Blue Devils de Duke et l'entraîneur le plus victorieux du basket-ball universitaire américain.
Il est également désigné en 2005 sélectionneur de l'équipe des États-Unis, remportant une médaille de bronze lors du championnat du monde 2006, puis la médaille d'or lors de l'édition suivante en  2010 et 2014. Il remporte trois titres olympiques, lors des éditions de 2008, 2012 et 2016.

## Ses débuts

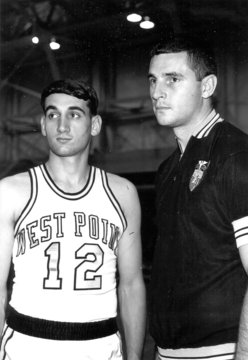
Mike Krzyzewski avec Bobby Knight.

Il commence sa carrière en tant que joueur du championnat universitaire à l'Académie militaire de West Point dans l'État de New York, alors qu'il s’apprêtait à devenir officier de l’US Army.
Entre 1969 et 1974, Krzyzewski accomplit donc son travail de militaire et dirige durant trois ans les services des équipes sportives, puis devient entraîneur de la Prep School (école préparatoire) située à Belvoir (Virginie) durant deux ans.
En 1974, il resigne avec l’US Army et obtient alors le grade de capitaine. Bobby Knight, qu’il avait eu comme entraîneur, lui propose alors un poste d’entraîneur assistant à l'université de l'Indiana. Il décline l'invitation pour se concentrer sur l'élaboration de son programme en vue de prendre en main l'équipe de Duke.

## Avec les Blue Devils
En 1981, il est donc recruté par l'Université Duke afin d'entraîner l'équipe masculine de basket-ball. Malgré des débuts difficiles, le programme de Coach K à la tête des Blue Devils va se révéler à un niveau incomparable depuis la glorieuse époque de John Wooden avec les UCLA Bruins. Duke perd la finale du championnat NCAA en 1986, puis réalise l'exploit de se qualifier cinq fois consécutivement pour le Final Four du tournoi National Collegiate Athletic Association (NCAA) à partir de 1988. Cette présence est récompensée par deux titres de champion en 1991 et 1992. 
Krzyzewski mène aussi Duke au Final Four de la NCAA en 1994, 1999, 2001, 2004, 2010, 2015 et 2022 conclus par de nouveaux titres en 2001, 2010, 2015. 

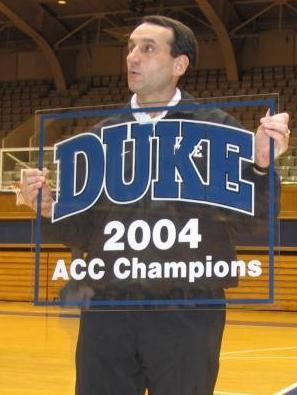
Coach Krzyzewski portant le trophée de champions de la ACC

Durant ses années de service à Duke, Krzyzewski a mené les Blue Devils à treize titres (saison régulière) de la conférence ACC (Atlantic Coast Conference), et quinze du tournoi final de l'ACC. De plus, cinq de ces titres en ACC le furent consécutivement en 1999 et 2003. Krzyzewski a reçu à 12 reprises le titre d’Entraîneur de l'année, et est entré au Basketball Hall of Fame en 2001.
En mars 2008, Coach K devient le sixième entraîneur de NCAA, après Bobby Knight, Dean Smith, Adolph Rupp, Jim Phelan et Eddie Sutton à franchir la barre des 800 victoires. À l'issue de la saison 2010, il totalise 868 victoires, dont 795 à la tête des Blue Devils.
Avec 77 victoires en carrière lors du tournoi final de la NCAA, sur 99 rencontres soit un pourcentage de 77,8 %, Krzyzewski présente le meilleur bilan de la NCAA, devant Dean Smith, entraîneur de UNC.
Pendant cette longue carrière à Duke, Krzyzewski a été courtisé par des équipes de NBA à trois reprises. La première fut après la saison 1990-1991, où il emmena les Blue Devils à leur troisième Final Four d'affilée. Les Celtics de Boston lui proposèrent le poste d’entraîneur, que Krzyzewski déclina rapidement. Sans doute une sage décision puisque l’année suivante il mène Duke au premier de ses deux titres consécutifs. En 1994 ce sont les Portland Trail Blazers qui se montrent intéressés, une fois de plus Coach K ne l’est pas. Enfin, en 2004, Krzyzewski est pressenti aux Lakers de Los Angeles après le départ de Phil Jackson. Certains pensent alors que ces rumeurs ne sont là que pour grossir le contrat qu’il est en train de renouveler avec Duke, toujours est-il qu'il ne rejoindra pas la franchise californienne qui lui proposait 40 millions de dollars sur cinq ans.
Son impact à Duke est tel que le Cameron Indoor Stadium, la salle des Blue Devils, a été renommée Coach K Court en son honneur, alors que la pelouse devant le Cameron Stadium est dénommée « Krzyzewskiville » ou K-Ville.
Le 15 novembre 2011, il devient l'entraîneur de basket-ball masculin le plus victorieux de l'histoire de la NCAA en dépassant le record de 903 victoires de Bobby Knight. Le 25 janvier 2015, il devient le premier coach à franchir la barre des 1 000 victoires en D1 de NCAA en battant St. John's University au Madison Square Garden.
En avril 2015, il atteint pour la douzième fois le Final Four égalant le record de John Wooden. Duke bat les Badgers du Wisconsin en finale le 6 avril sur le score de 68 à 63 pour le 5e titre.
En avril 2022, il atteint pour la treizième fois le Final Four. La défaite du 3 avril 2022 contre North Carolina (81-77) marque la fin de sa carrière à 75 ans. 
Pendant sa carrière, Krzyzewski participe à 1 570 matches comme entraîneur d'une équipe universitaire. Il possède, avec treize participations au Final Four, le plus grand nombre de participation au Final Four pour un entraineur, devançant d'une édition John Wooden. Celui-ci le devance toutefois en termes de victoire avec dix titres, Krzyzewski totalisant cinq victoires et l'entraîneur de Kentucky Adolph Rupp quatre. Il détient également le deuxième nombre de rencontres de Final Four remportées avec treize, sur 20 disputées, Wooden totalisant pour sa part 21 victoires.

## Salaire
Krzyzewski est, en 2006, lié par un contrat à vie avec l’université Duke de 800 000 dollars par an. En ajoutant à cela les divers remboursements et autres faits, on peut estimer qu’il reçoit environ 1,5 million de dollars par an de l’université.[réf. nécessaire]

## USA Basketball
Krzyzewski a un long passé avec les sélections américaines. En 1979, il occupe un poste d'adjoint lors des Jeux panaméricains où les Américains remportent la médaille d'or. En 1984, il est entraîneur adjoint lors de la préparation pour les Jeux olympiques de Los Angeles, compétition au cours de laquelle il occupe un poste d'assistant spécial auprès de Bobby Knight. En 1987, il est entraîneur de l'équipe américaine qui remporte les jeux universitaires. Trois ans plus tard, il remporte la médaille de bronze lors du championnat du monde 1990, après deux défaites face à la Yougoslavie, futur champion du monde, et Porto Rico. 
Durant l'été 1992, Krzyzewski est l'un des trois adjoints de Chuck Daly, entraîneur de la Dream Team. Du fait de la présence de Michael Jordan, Larry Bird, Magic Johnson, qui a arrêté sa carrière l'année précédente en raison de sa séropositivité, cette sélection, dont dix des douze joueurs figurent parmi les Meilleurs joueurs du cinquantenaire de la NBA, est sans doute la plus belle équipe nationale de basket-ball vue lors des Jeux olympiques. Ce poste lui permet d'ailleurs de sélectionner le joueur Christian Laettner, qui venait d'achever ses études à Duke, comme le joueur universitaire de la Dream Team. la sélection américaine remporte aisément le tournoi, Chuck Daly mettant un point d'honneur à ne prendre aucun temps-mort durant l'ensemble du tournoi.
En octobre 2005, Krzyzewski est nommé entraîneur de l'équipe des États-Unis de basket-ball. Il a pour mission de redorer le maillot américain après des échecs au championnat du monde 2002, disputé de plus sur le sol américain, et aux Jeux olympiques de 2004 à Athènes. Cette mission doit se terminer par la reconquête du titre olympique lors des Jeux olympiques de Pékin en 2008.
La première compétition de cette sélection sous la direction de Krzyzewski se solde par une troisième place, après une défaite 101 à 95 face à la Grèce en demi-finale. Puis, l'année suivante, l'équipe américaine reste invaincue lors du tournoi des Amériques 2007, tournoi qui lui offre une place pour les jeux de Pékin.
Lors de ceux-ci, les États-Unis remportent leurs six rencontres du premier tour, dont des victoires face à la Grèce et l'Espagne. Ils éliminent ensuite l'Australie, puis le champion olympique en titre, l'Argentine avant de retrouver l'Espagne en finale. Lors de celle-ci, contrairement au match de poule, les Espagnols restent proche au score, avec 104 à 99 pour les États-Unis à 3 minutes 32 du terme. Les Américains l'emportent finalement 118 à 107.

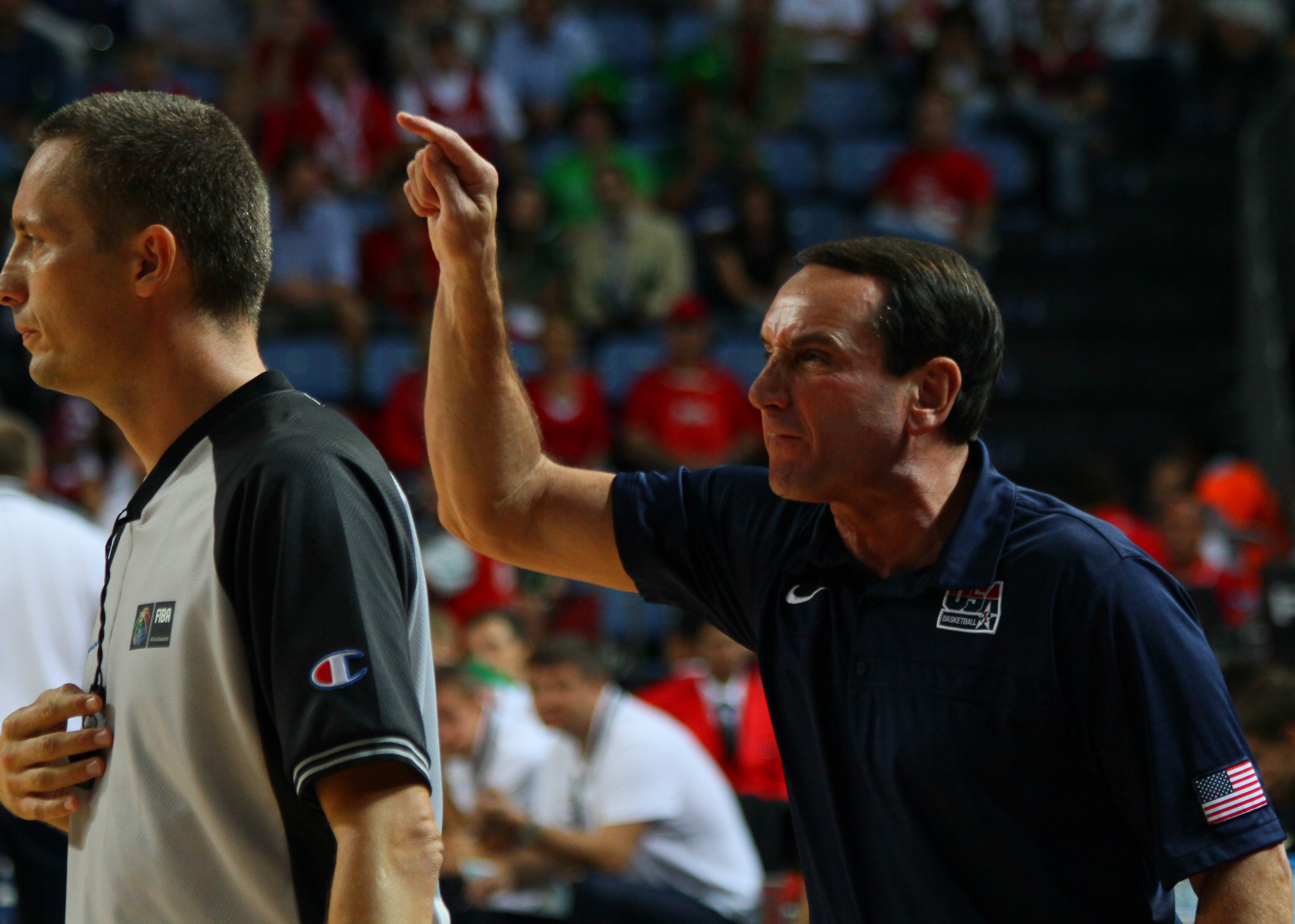
Mike Krzyzewski, à côté d'un arbitre, lors du mondial 2010

En juillet 2009, il annonce avec Jerry Colangelo, le patron de la sélection américaine, qu'il est reconduit dans son poste jusqu'à l'échéance des Jeux olympiques de Londres en 2012. Pour le championnat du monde 2010, Krzyzewski est privé, pour des raisons diverses, de la totalité des joueurs qui ont remporté le titre olympique à Pékin. Il construit une équipe jeune, six joueurs de 22 ans ou moins, et ne comprenant qu'un seul pivot Tyson Chandler. L'équipe, qui ne possède que trois All Stars, Chauncey Billups, Derrick Rose, et Kevin Durant repose essentiellement sur ce dernier, seul joueur figurant dans l'un des trois cinq de la saison. Les États-Unis, qui ne sont inquiétés lors du premier tour que par le Brésil - victoire 70 à 68 - remporte ensuite aisément son huitième de finale face à l'Angola. Puis, lors des trois rencontres suivantes, le temps de jeu de Durant augmente, respectivement 37, 38 et 39 minutes contre la Russie, la Lituanie et la Turquie. Krzyzewski demande de gros efforts défensifs à ses joueurs ce qui se traduit par un pourcentage de réussite de 39 % pour la Lituanie et 36 % pour la Turquie. Cela permet un jeu de contre attaque où les qualités athlétiques de ses joueurs font la différence. Les Américains remportent la finale face au pays hôte, la Turquie, sur le score de 81 à 64, dont 28 points de Durant qui termine avec le titre de MVP de la compétition.
Après avoir annoncé avant les Jeux de Londres que ceux-ci seraient sa dernière compétition à la tête de l'équipe américaine, USA Basketball annonce finalement en mai 2013 que sera de nouveau l'entraîneur jusqu'aux Jeux olympiques de 2016 de Rio de Janeiro.

## Controverses d'arbitrage
Tout comme beaucoup avaient accusé l'entraîneur des North Carolina Tar Heels de l'université de Caroline du Nord - Chapel Hill, Dean Smith, d'avoir bénéficié du favoritisme de l'arbitrage et des instances du basket-ball universitaire américain, Krzyzewski a été accusé.
Depuis la retraite de Dean Smith en 1997, Duke a largement dominé la conférence ACC. Certains s'accordent alors à dire que cette domination est à mettre en rapport avec des points gracieusement donnés (notamment en fin de match) par les arbitres en faveur des Blue Devils.
En février 2006, trois arbitres de la conférence ACC ont été suspendus pour un match après que la ligue a décidé qu'ils avaient sifflé sans justification une faute technique à l'encontre d'un joueur des Seminoles de l'université de l'État de Floride durant un match très serré qui avait vu la victoire de Duke.
Des accusations de conspiration de la part des arbitres en faveur de Duke sont alors divulguées massivement par les chaînes de télévision, notamment l’émission SportsCenter sur ESPN. SportsCenter mit ainsi en exergue les différences entre le nombre de lancers-francs accordés à Duke et celui de leur adversaire, montrant ainsi que Duke est le leader de la conférence ACC dans cette catégorie. La controverse existe également dans l'autre sens puisqu’il est reproché à ESPN d'avoir passé sous silence le fait que Wake Forest détenait cette place la saison précédente, de même que UConn bénéficiait également de beaucoup de largesses à ce niveau.